# Alex Diggelmann
Alex Walter Diggelmann (* 20. August 1902 in Unterseen, Kanton Bern; † 21. November 1987 in Zürich) war ein Schweizer Künstler, der bei den Kunstwettbewerben der Olympischen Spiele drei Medaillen gewinnen konnte.
Diggelmann war Schüler von Fritz Gysi in Unterseen.
Nach einer Ausbildung zum Primarlehrer in Hofwil und Bern bildete sich Diggelmann erst zum Zeichenlehrer weiter und besuchte ab 1926 Kurse an der Académie Colarossi in Paris und an der Akademie für Graphische Künste und Buchgewerbe in Leipzig. Anschliessend war er während zwölf Jahren als freischaffender Grafiker in Zürich tätig, wobei er sich vor allem auf Sport- und Verkehrswerbung spezialisierte. So entwarf er u. a. 1933 ein Plakat für die Diavolezza in Pontresina.
Er nahm erstmals an den Olympischen Spielen 1936 in Berlin teil, bei denen er mit einem Arosa I Placard betitelten Plakat antrat und die Goldmedaille in der Kategorie Gebrauchsgrafik gewinnen konnte. Bei den nächsten ausgetragenen Olympischen Spielen 1948 in London gewann er mit Plakaten zu den Weltmeisterschaften im Strassenradsport bzw. im Eishockey die Silber- bzw. die Bronzemedaille. Ausser Diggelmann ist es nur dem dänischen Autor Josef Petersen gelungen, drei Medaillen bei den Olympischen Kunstwettbewerben zu gewinnen.
Diggelmann entwarf auch die bis heute bei den Ski-Weltmeisterschaften der FIS vergebenen Medaillen sowie die Siegestrophäe des UEFA-Cups.

## Werke (Auswahl)
Die Goldmedaille der FIS, wie sie seit 1952 an die Ski-Weltmeister vergeben wird.

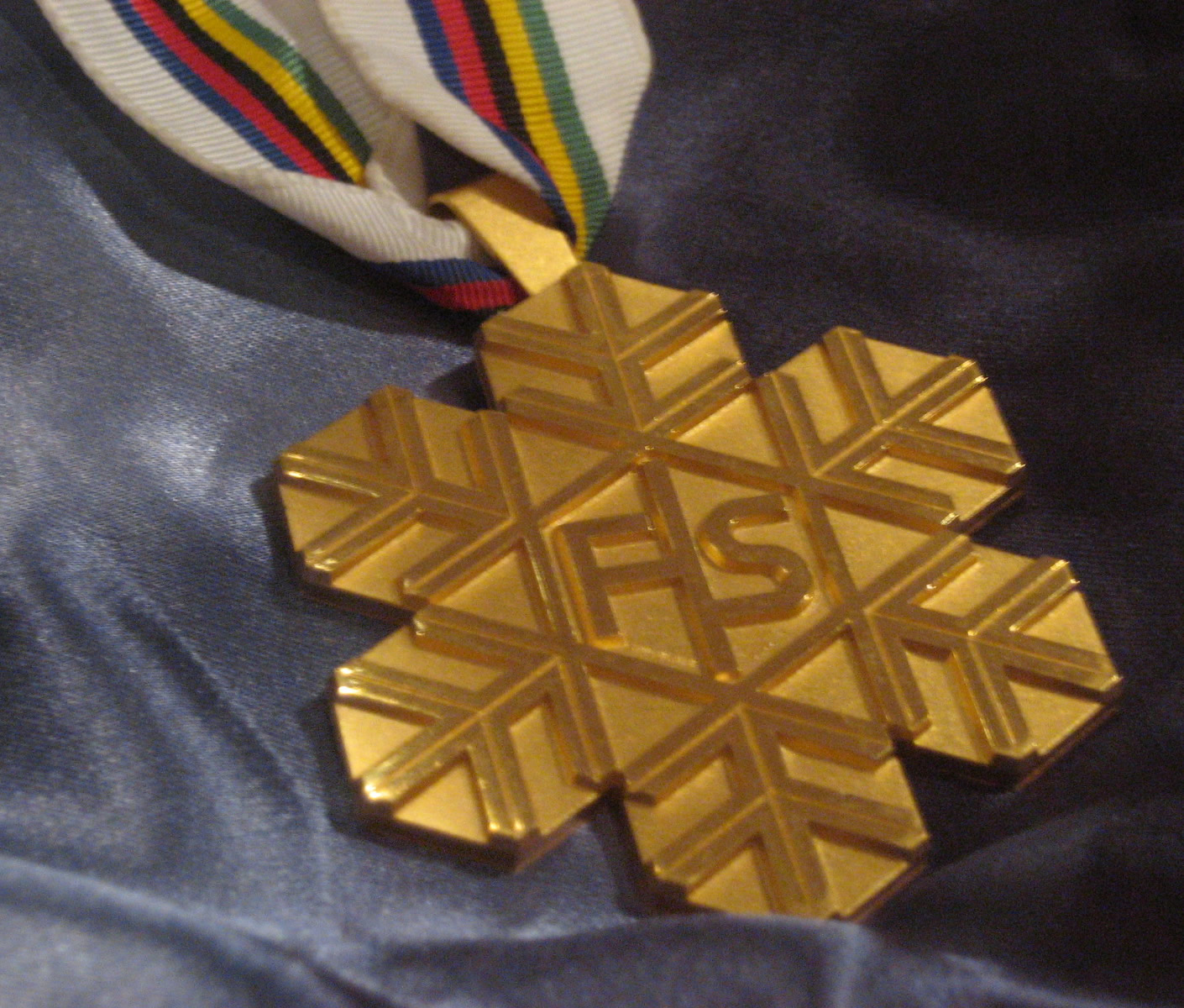
Goldmedaille der FIS